# 鶴見大学
鶴見大学（つるみだいがく、英語: Tsurumi University）は、神奈川県横浜市鶴見区鶴見に本部を置く日本の曹洞宗系私立大学。1953年創立、1963年大学設置。大学の略称は鶴大、鶴見、鶴見大。
1953年（昭和28年）、学校法人総持学園によって鶴見女子短期大学が設置されたことから始まる。現在は4年制の文学部、6年制の歯学部、そして短期大学部と大学院および専攻科を備える陣容となっている。さらに、周辺市民に対して生涯学習セミナーを行い、地域社会に開かれた大学を目指している。
また、文部省（現文部科学省）からの嘱託で、学部とは別に「図書館学講座（司書・司書補講習）」を1954年(昭和29年)から一般に開講している。同課程の単位取得者は全国規模で各図書館等で活躍している。全国的には稀な「図書館学課程」という「学校教育法で定められた正規の課程」を長年にわたり一般に開講しつづけている。

## 沿革
- 1953年(昭和28年) 鶴見女子短期大学開学。国文科を設置
- 1963年(昭和38年) 鶴見女子大学開学。文学部（日本文学科・英米文学科）を開設
- 1970年 (昭和45年)鶴見女子大学に歯学部（歯学科）を開設
- 1971年 (昭和46年)鶴見女子短期大学を鶴見女子大学短期大学部と改称
- 1973年(昭和48年) 歯学部の男女共学化に伴い鶴見女子大学を鶴見大学に改称。鶴見女子大学短期大学部を鶴見大学女子短期大学部に改称
- 1977年(昭和52年) 鶴見大学大学院歯学研究科歯学専攻（博士課程）を開設
- 1988年(昭和63年) 鶴見大学女子短期大学部保健科を歯科衛生科に改称
- 1989年 (平成元年)鶴見大学大学院文学研究科日本文学専攻（修士課程）・英米文学専攻（修士課程）を開設
- 1994年(平成6年) 鶴見大学大学院文学研究科日本文学専攻に博士後期課程を開設
- 1995年(平成7年) 鶴見大学仏教文化研究所を設立
- 1997年 (平成9年)鶴見大学大学院文学研究科英米文学専攻に博士後期課程を開設
- 1998年(平成10年) 鶴見大学文学部を男女共学化。文学部に文化財学科を開設
- 1999年(平成11年) 女子短期大学部の国文科と保育科を男女共学化に伴い鶴見大学女子短期大学部を鶴見大学短期大学部に改称
- 2002年 (平成13年)鶴見大学文学部英米文学科を英語英米文学科に改称。鶴見大学大学院文学研究科に文化財学専攻博士前期課程・博士後期課程を開設
- 2003年(平成14年) 鶴見大学短期大学部の歯科衛生科を2年制から3年制に移行。鶴見大学短期大学部専攻科に福祉専攻を開設
- 2004年(平成15年) 鶴見大学文学部にドキュメンテーション学科を増設
- 2017年 (平成28年)鶴見大学短期大学部の歯科衛生科を男女共学化
- 2018年 (平成29年)鶴見大学大学院文学研究科にドキュメンテーション専攻博士前期課程・博士後期課程を開設

## 基礎データ

### キャンパス
- 鶴見キャンパス（全学部）

### 象徴
- 校章は、母体である曹洞宗大本山總持寺の寺紋（五七桐紋）を土台にしている。
- スクールマーク（ロゴマーク）スクールカラーのオレンジ色
- マスコット「つるみん」、「つるたん」

### 校歌・応援歌
- 校歌　作詞: 志田延義、作曲: 團伊玖磨

### 歴代学長
- 渡辺楳雄（総持寺学園長、日本大学・駒澤大学・東洋大学教授）
- 木村清孝（東京大学名誉教授、総持学園常務理事）
- 伊藤克子（名誉教授、学園理事、附属中学・高等学校校長）
- 大山喬史（東京医科歯科大学前学長・学園理事）
- 中根正賢

## 組織・体制

### 学部・学科
- 文学部
  - 日本文学科
  - 英語英米文学科
  - 文化財学科
  - ドキュメンテーション学科
- 歯学部
  - 歯学科
- 短期大学部
  - 歯科衛生科
  - 保育科

### 研究科・専攻
- 文学研究科（博士前期・後期課程）
  - 日本文学専攻
  - 英米文学専攻
  - 文化財学専攻
  - ドキュメンテーション専攻
- 歯学研究科（博士課程）
  - 歯学専攻

### 研究所
- 源氏物語研究所
- 仏教文化研究所
- 比較文化研究所

### その他付属施設
- 鶴見大学歯学部附属病院 - 歯学部の附属病院なので所謂「歯医者（歯科医院）の総合病院」といった形であるが、内科なども設置されている
- 鶴見大学図書館
- 鶴見大学会館

## 対外関係

### 系列校
- 鶴見大学短期大学部
- 鶴見大学附属中学校・高等学校
- 鶴見大学短期大学部附属三松幼稚園

### 大学
- 仏教系大学会議 - 参加
- 日本私立歯科大学協会 - 参加
- 国連アカデミック・インパクト - 参加
- 放送大学学園 - 単位互換協定締結[1]

#### 歯学部関係（締結順）
アメリカ合衆国
- テキサスA&M大学システムヘルスサイエンスセンターと学術交流協定
- 南カリフォルニア大学と学術協力協定

 カナダ
- ブリティッシュコロンビア大学歯学部と姉妹校協定

 中国
- 首都医科大学口腔医学院と姉妹校

 香港
- 香港大学歯学部と姉妹校

 中華民国
- 台北医科大学口腔医学院と学術交流協定

 韓国
- 檀国大学校と姉妹校

 タイ
- タマサート大学歯学部と学術協力提携

 インド
- チェティナッド歯科大学（チェティナッドグループ（英語版））と学術交流協定
- クーグ・インスティテュート・オブ・デンタル・サイエンスィズ（英語版）と学術交流協定

 スリランカ
- ペラデニヤ大学歯学部と学術協力提携

 オーストラリア
- メルボルン大学歯学部と学術協力提携

 イギリス
- ロンドン大学クイーンメリー・ウェストフィールド校歯学部と学術協力提携

 スイス
- ベルン大学歯学部と学術協力、学術交流協定

#### 文学部関係（締結順）
カナダ
- リジャイナ大学（英語版）と学術交流に関する覚書

 中国
- ドキュメンテーション学科：
  - 北京大学情報管理学科と学術交流に関する協定
  - 中山大学情報管理学部と学術交流に関する協定
  - 東北師範大学とパートナーシップに関する覚書
- 日本文学科：
  - 大連理工大学外国語学院日本学研究所と学術交流に関する協定
  - 大連外国語大学日本語学院と学術交流に関する協定

 中華民国
- 世新大学と学術交流協定

 韓国
- 韓国外国語大学と学術交流協定

 オーストラリア
- ニューイングランド大学と学術交流に関する覚書

 イギリス
- 文化財学科：
  - シティ・アンド・ギルド・ロンドン美術大学（英語版）と保護・保存学部と学術交流に関する協定

 南アフリカ共和国
- ドキュメンテーション学科：
  - フォートヘア大学とパートナーシップに関する覚書

## 奨学金制度
能力があるにもかかわらず、金銭的理由により修学困難とされる学生に対して、奨学金の給付・貸与を行い、修学を促している。
- 歯学部
  - 新入生特待奨学生
  - 歯学教育充実費分割納入制度
  - 特待生
  - 授業料貸与奨学生
  - 鶴真会奨学生
  - 同窓会奨学生
- 文学部
  - 新入生特待奨学生
  - 授業料免除奨学生
  - 授業料貸与奨学生
  - 学納金特別貸与奨学生
  - 同窓会奨学生
- 短期大学部
  - 新入生特待奨学生
  - 授業料免除奨学生
  - 授業料貸与奨学生
  - 学納金特別貸与奨学生
  - 同窓会奨学生

## 歯科医師国家試験合格率
|      | 出願者数 | 受験者数 | 合格者数 | 合格率 |
| ---- | -------- | -------- | -------- | ------ |
| 新卒 | 89       | 57       | 42       | 73.7%  |
| 既卒 | 48       | 44       | 15       | 34.1%  |
| 総数 | 137      | 101      | 57       | 56.4%  |

第117回（2024年）試験結果より。

## 大学関係者と組織

### 教職員
歴代学長 は鶴見大学#歴代学長を参照。
- 斎藤一郎 - 歯学部教授（病理学講座）、様々なテレビ番組に出演、前附属病院病院長
- 花田信弘 - 歯学部教授（探索歯学講座）
- 桃井保子 - 歯学部教授（保存修復学講座）
- 関幸彦 - 元文学部教授、日本中世史
- 石田千尋 - 文学部教授、博士（歴史学）、日本近世対外交渉史
- 小林馨 - 前歯学部長、歯学部教授（口腔顎顔面放射線・画像診断学講座）、日本歯科放射線学会理事、日本顎関節学会常任理事、前日本顎関節学会理事長
- 平下斐雄 - 名誉教授、元歯学部教授（歯科矯正学講座）、元東京矯正歯科学会会長
- 大三輪龍彦 - 文学部教授、中世考古学
- 三遊亭圓楽 -特命教授
- 林家たい平 -特命教授

### 出身者
- 石井みどり - 自由民主党参議院議員、日本歯科医師会常務理事
- 佐原若子 - れいわ新選組衆議院議員
- 設楽詠美子 - 茨城県筑西市長
- 大木哲 - 神奈川県大和市長
- 津島令子 - 女優
- 長山靖生 - 作家、評論家
- 宮内亜弥子 - レポーター、フリーアナウンサー
- 大場達也 - プロ野球選手
- 加藤正志 - プロ野球選手
- 大高歩 - プロ野球選手　※中退
- 山内あやり - ラジオパーソナリティー、ナレーター

## 交通
- 鶴見駅西口下車、徒歩5分
- 京急鶴見駅下車、徒歩7分